# Naja Poje Mihelič
Naja Poje Mihelič (17 agosto 2006) è una calciatrice e giocatrice di calcio a 5 slovena, centrocampista del Sassuolo e della nazionale slovena.

## Carriera

### Calcio e calcio a 5
Mihelič inizia l'attività agonistica già in età scolare, iniziando a praticare il calcio a 5 fin dall'età di 11 anni vestendo, nella stagione 2017-2018, la maglia del NK Ribnica Kočevje, società con sede a Ribnica, nella Slovenia Sudorientale, nella sua formazione under 13, 
continuando il percorso la stagione successiva ma affiancandolo già al calcio a 11 con il Krim Rolljet, l'accademy del club di Lubiana, giocando contemporaneamente nelle formazioni under 13 e 15.
Mentre nel calcio a 5 resta legata al club di Ribnica fino al termine della stagione 2022-2023, nell'altra specialità sportiva lascia il Krim per il Radomlje all'inizio della stagione 2021-2022, dove dopo un primo anno giocato con le giovanili nella successiva stagione approda alla prima squadra. Sotto la guida tecnica di Aljaž Gornik debutta, appena sedicenne, in 1. SŽNL, primo livello del campionato sloveno di categoria, già alla 1ª giornata, nella schiacciante vittoria esterna per 24-0 sul Ptuj e dove in quell'occasione è autrice di 6 reti. Al termine della stagione matura 10 presenze con 15 reti in campionato, alle quali si aggiungono 1 presenza in Coppa di Slovenia e un passaggio con la maglia del nuovo club anche in calcio a 5.
Dopo aver iniziato la stagione 2023-2024 in patria con il Radomlje, per lei 2 presenze in campionato, durante la finestra estiva di calciomercato viene annunciato il suo arrivo in Italia, al Sassuolo, inizialmente inserita in rosa con la formazione Primavera ma mettendosi ben presto in luce guadagnandosi il posto in prima squadra e giocare sotto la guida di Gianpiero Piovani la seconda parte della stagione.
Mihelič fa il suo debutto in Serie A, massima divisione del campionato italiano, alla 13ª giornata di campionato, rilevando al 75' Giada Pondini e ricevendo qualche minuti più tardi il suo primo cartellino giallo nell'incontro casalingo perso per 1-0 con la Juventus. In seguito Piovani la impiega in 11 dei 13 incontri rimasti prima del termine del campionato e condividendo con le compagne prima l'accesso alla poule scudetto e poi un lusinghiero 4º posto.
L'arrivo di Gian Loris Rossi sulla panchina neroverde per la stagione 2024-2025 ne sancisce definitivamente il passaggio in prima squadra, tuttavia diversi problemi fisici ne hanno impedito la disponibilità, riuscendo a tornare a giocare, per pochi minuti, solo all'ultima giornata della prima fase. In Coppa Italia gioca entrambe le partite contro la Roma segnando anche una rete.

#### Nazionale
Mihelič inizia a essere convocata dalla Federcalcio slovena nel 2021, inizialmente per indossare la maglia della formazione under 17 con la quale disputa le qualificazioni all'Europeo di Bosnia ed Erzegovina 2022 marcando presenze in cinque dei sei incontri disputati nelle fasi eliminatorie senza che poi la sua nazionale riesca ad accedere alla fase finale. Rimasta in quota anche per l'edizione successiva di Estonia 2023, in quest'occasione scende in campo in tutte le sei partite giocate dalla Slovenia, senza che nuovamente riesca ad accedere alla fase finale.
Torna a indossare la maglia della nazionale, quella under 19, nel novembre del 2023, debuttando nel corse delle qualificazioni all'Europeo di Lituania 2024, giocando due incontri della prima fase eliminatoria siglando complessivamente 4 reti, la prima nella schiacciante vittoria per 9-0 sull'Azerbaigian per poi realizzare una tripletta nella vittoria per 5-2 sul Kosovo.

## Statistiche

### Presenze e reti nei club
Statistiche aggiornate al 30 marzo 2025.
| Stagione        | Squadra         | Campionato      | Campionato | Campionato | Coppe nazionali | Coppe nazionali | Coppe nazionali | Coppe continentali | Coppe continentali | Coppe continentali | Altre coppe | Altre coppe | Altre coppe | Totale | Totale |
| Stagione        | Squadra         | Comp            | Pres       | Reti       | Comp            | Pres            | Reti            | Comp               | Pres               | Reti               | Comp        | Pres        | Reti        | Pres   | Reti   |
| --------------- | --------------- | --------------- | ---------- | ---------- | --------------- | --------------- | --------------- | ------------------ | ------------------ | ------------------ | ----------- | ----------- | ----------- | ------ | ------ |
| 2022-2023       | Radomlje        | 1. SŽNL         | 10         | 15         | CS              | 1               | 0               | -                  | -                  | -                  | -           | -           | -           | 11     | 15     |
| giu.-dic. 2023  | Radomlje        | 1. SŽNL         | 2          | 0          | CS              | -               | -               | -                  | -                  | -                  | -           | -           | -           | 2      | 0      |
| Totale Radomlje | Totale Radomlje | Totale Radomlje | 12         | 15         | -               | 1               | 0               | -                  | -                  | -                  | -           | -           | -           | 13     | 15     |
| gen.-giu. 2024  | Sassuolo        | A               | 12         | 0          | CI              | -               | -               | -                  | -                  | -                  | -           | -           | -           | 12     | 0      |
| 2024-2025       | Sassuolo        | A               | 4          | 0          | CI              | 2               | 1               | -                  | -                  | -                  | -           | -           | -           | 5      | 0      |
| 2025-2026       | Sassuolo        | A               | -          | -          | CI              | -               | -               | -                  | -                  | -                  | AWC         | -           | -           | -      | -      |
| Totale Sassuolo | Totale Sassuolo | Totale Sassuolo | 16         | 0          | -               | 1               | 0               | -                  | -                  | -                  | -           | -           | -           | 17     | 0      |
| Totale carriera | Totale carriera | Totale carriera | 28         | 15         | -               | 2               | 0               | -                  | -                  | -                  | -           | -           | -           | 30     | 15     |